# کرکبرن
کرکبرن (به انگلیسی: Kirkburn) یک روستا و محله مدنی در بریتانیا است که در East Riding of Yorkshire واقع شده‌است. کرکبرن ۹۰۳ نفر جمعیت دارد.